# Ledová čepice

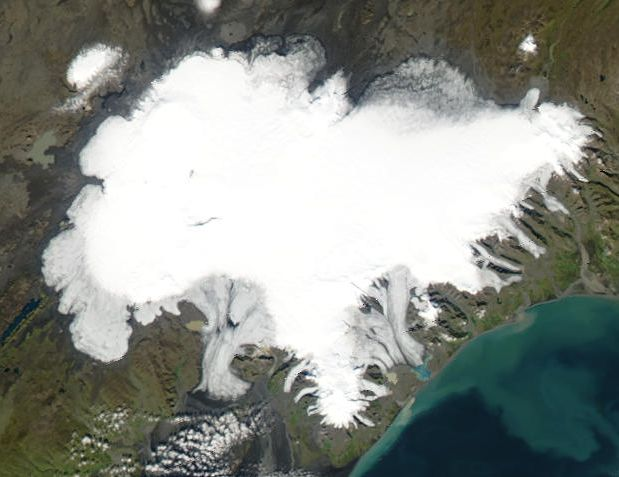
Vatnajökull, Island

Ledová čepice je masa ledu, která pokrývá méně než 50 000 km² rozlohy (obvykle pokrývající horskou oblast). Větší ledové masy pokrývající více než 50 000 km² se nazývají ledové příkrovy.
Ledové čepice nejsou omezeny topograficky (to znamená, že se rozkládají přes vrchol hory). Naproti  tomu ledové masy podobné velikosti, které jsou omezeny topografickými prvky, jsou známé jako ledová pole. Kopule ledové čepice obvykle spočívá na nejvyšším místě masivu. Led z tohoto nejvyššího místa proudí pryč směrem k okrajům ledové čepice.
Ledová čepice má výrazný efekt na geomorfologii místa, na kterém se rozkládá. Při ústupu ledovce se odhalují projevy ledovcové eroze, která brázděním, odlamováním a ohlazováním vytváří různé tvary. Mnohá jezera, například Velká jezera v Severní Americe, a stejně tak četná údolí byla utvářena ledovcovou činností po stovky tisíc let.
Celková velikost ledu na povrchu Země je asi 30 milionů km³.  Průměrná teplota ledové hmoty se pohybuje v rozmezí mezi -20 °C a -30 °C. Jádro ledové čepice vykazuje konstantní teplotu, která se pohybuje mezi -15 °C a -20 °C.
(Oblasti kolem pólů pokryté ledem zejména na Marsu se nazývají polární ledové čepice; s takovým označením se lze setkat i v případě Země v hromadných sdělovacích prostředcích a zmiňují je i odborníci. Použití pojmu "polární ledová čepice" pro mořský led na Severním ledovém oceánů může ale vést k nedorozumění, jde o zcela jiný fenomén než je skutečná ledová čepice roztékající se dolů z pevniny, jako např. Vatnajökull na Islandu.)